# Štefan Chrtiansky (ur. 1962)
Štefan Chrtiansky (ur. 13 maja 1962 w Malich Zlievcach) – słowacki siatkarz, grający na pozycji środkowego. Trener siatkarski, m.in. męskiej reprezentacji Słowacji.
Reprezentował reprezentację Czechosłowacji w latach 1983–1993 i Słowacji, w latach 1993–1995. Wraz z reprezentacją Czechosłowacji wywalczył brązowy medal mistrzostw Europy 1985. Został uznany najlepszym blokującym Pucharu Świata 1985 rozgrywanego w Japonii. Występy w reprezentacji zakończył po nieudanych eliminacjach do mistrzostw świata. Z zespołem ČH Bratysława zdobył trzecie miejsce w lidze czechosłowackiej w 1990, a z drużyną Donaukraft Wiedeń i z zespołem Hypo Tirol Innsbruck dwukrotnie wywalczył wicemistrzostwo Austrii. Karierę zakończył w 2000 roku, zostając trenerem austriackiej drużyny z Innsbrucka.
Chrtiansky został zaliczony w poczet siatkarskiego Hall of Fame na Słowacji.
Jego żona Monika, również zawodowo uprawiała siatkówkę. Dwoje jego dzieci jest siatkarzami: syn Štefan (ur. 1989) reprezentuje Słowację, a córka Monika (ur. 1996) – Austrię.

## Jako zawodnik

### Sukcesy klubowe
Liga czechosłowacka:
- 1984
- 1986, 1990

Puchar CEV:
- 1987

### Sukcesy reprezentacyjne
Mistrzostwa Europy:
- 1985

Puchar Świata:
- 1985

### Nagrody indywidualne
- 1985: Najlepszy blokujący Pucharu Świata

## Jako trener

### Sukcesy klubowe
MEVZA - Liga Środkowoeuropejska:
- 2012, 2015
- 2016, 2017
- 2013

Liga austriacka:
- 2012, 2014, 2015, 2016, 2017, 2023[1], 2024[2]
- 2013

Puchar Austrii:
- 2014